# Semiothisa semicolor
Semiothisa semicolor är en fjärilsart som beskrevs av W. Warren 1899. Semiothisa semicolor ingår i släktet Semiothisa och familjen mätare. Inga underarter finns listade i Catalogue of Life.